# Obertilliach
Obertilliach est une commune ainsi qu'une station de ski de taille moyenne, situées dans le district de Lienz dans le Tyrol Oriental en Autriche.

## Géographie
Obertilliach est située dans la partie supérieure de la vallée du Lesachtal, à proximité du col de Kartitscher Sattel (1 525 m), entre les Alpes de Gailtal (au nord) et les Alpes carniques (au sud). Les communes voisines sont Kartitsch et Maria Luggau (de). Diverses fermes et lieux-dits font partie de la commune, à l'est (Rals, Bergen) et à l'ouest (Rodarm, Leiten).

## Domaine skiable
Le domaine skiable est situé sur les pentes du mont Golzentipp (2 317 m). Comme il est situé un peu à l'écart des plus grands domaines de Carinthie et du Tyrol Oriental, il s'avère relativement peu fréquenté, et l'ambiance y est relativement familiale. Aux abords immédiats de la station, deux téléskis desservent des pistes principalement dédiées aux débutants. Un télésiège 2 places relativement peu confortable et lent - la remontée dure près de 15 minutes - relie le centre du village au domaine d'altitude principal (l'alpage Conny Alm, 2 070 m). Les pistes, tracées au-delà de la limite de la forêt, y sont relativement faciles, larges et courtes. Une belle vue dégagée est offerte depuis le sommet, sur les montagnes environnantes et notamment sur le mont Eggenkofel voisin (2 590 m. Il est nécessaire d'emprunter l'une des deux longues pistes de retour en vallée pour découvrir la partie la plus intéressante du domaine, tant en termes de dénivelé que de variété. La piste Ralsabfahrt est la seule à être entièrement enneigée en canons à neige, ce qui permet ainsi de compenser l'absence éventuelle de neige, notamment en fin de saison.
Une piste de luge longue de 6,5 km, desservie par le télésiège, permet également le retour à la station.
La station est membre du regroupement de stations de ski TopSkiPass Kärnten & Osttirol.

## Tourisme et sport
En 2003, Obertilliach dénombre près de 96 000 nuitées. Un nouveau stade de biathlon représente une attraction particulière pour la région. Celui-ci est directement relié à une piste de ski de fond de 60 km. Le biathlète et skieur de fond norvégien Ole Einar Bjørndalen (multiple champion du monde et olympique) est domicilié à Obertilliach.
En dehors du ski, il est possible d'y pratiquer le parapente et le VTT, ainsi que la randonnée.
Le lieu de pèlerinage de Maria Luggau est situé à proximité immédiate (quoique déjà en Carinthie).

## Histoire
- En 1978, le cœur de la commune avec ses vieilles fermes a été déclaré zone protégée.
- En 2015, Obertilliach est un des lieux de tournage du film de James Bond Spectre[1].